# София (Хынчештский район)
София (рум. Sofia) — село в Хынчештском районе Молдавии. Относится к сёлам, не образующим коммуну.

## География
Село расположено на высоте 71 метров над уровнем моря.

## Население
По данным переписи населения 2004 года, в селе София проживает 1464 человека (725 мужчин, 739 женщин).
Этнический состав села:
| Национальность | Число жителей | Процентный состав |
| -------------- | ------------- | ----------------- |
| молдаване      | 1451          | 99.11             |
| русские        | 4             | 0.27              |
| украинцы       | 3             | 0.2               |
| цыгане         | 3             | 0.2               |
| румыны         | 1             | 0.07              |
| гагаузы        | 1             | 0.07              |
| евреи          | 1             | 0.07              |
| Всего          | 1464          | 100%              |